# Little Burstead
Little Burstead är en by och en civil parish i Basildon i Storbritannien. Den ligger i grevskapet Essex och riksdelen England, i den sydöstra delen av landet, 40 km öster om huvudstaden London. Orten har 397 invånare (2001). Byn nämndes i Domedagsboken (Domesday Book) år 1086, och kallades då Burghesteda.
Kustklimat råder i trakten. Årsmedeltemperaturen i trakten är 9 °C. Den varmaste månaden är juli, då medeltemperaturen är 18 °C, och den kallaste är januari, med 1 °C.